# Lebanese Basketball League 2021-2022
La Lebanese Basketball League 2021-2022, conosciuta per motivi di sponsorizzazione anche con il nome di XXL Energy Lebanese Basketball Championship 2021-2022 è  stata la 26ª edizione del massimo campionato libanese di pallacanestro maschile.
La serie per il titolo vide impegnate due squadre di Beirut, l'Al-Riyadi Beirut ed il Beirut Club; durante gara due della sfida la partita venne interrotta a causa di scontri scoppiati tra le due tifoserie sugli spalti, con l'assegnazione della vittoria a tavolino per 20-0 in favore dell'Al-Riyadi Beirut, che così si portò in doppio vantaggio nella serie. Nonostante lo svantaggio il Beirut Club riuscì però a ribaltare la serie e, dopo aver vinto la decisiva gara sette, si aggiudicò il primo titolo nazionale nella storia del club.

## Squadre partecipanti
| Squadra          | Città                  | Arena                                       | Allenatore        | Capacità |
| ---------------- | ---------------------- | ------------------------------------------- | ----------------- | -------- |
| Al-Riyadi Beirut | Beirut (Manara)        | Saeb Salam Arena                            | George Geagea     | 2.500    |
| Anibal Zahle     | Zahlé                  | SSCC Rassieh                                | Dany Ammous       | 1.000    |
| Antranik Y.A.    | Antelias               | AGBU Demirdjian Center                      | Sabah Khoury      | 2.000    |
| Atlas Ferzol     | Ferzol                 | St Joseph des Soeurs Antonines Arena Zahleh | Georges Dagher    | 2.000    |
| Beirut Club      | Beirut (Chiyah)        | Chiyah Stadium                              | Ahmad Farran      | 2.000    |
| Byblos Club      | Byblos                 | Michel Sleiman Sports Village               | Mensur Bajramovic | 1.500    |
| Champville SC    | Dik El Mehdi           | Champville Club Center                      | Fuad Abou Chakra  | 750      |
| Dynamo Club      | Beirut (Saifi Village) | Rockland Arena                              |                   | 1.000    |
| Homenetmen       | Mezher                 | Homentmen Mezher                            | Patrick Saba      | 1.000    |
| Hoops Club       | Jdeideh                | Michel El Murr Complex                      | Jad el Hajj       | 1.750    |
| Sagesse Beirut   | Beirut (Achrafieh)     | Antoine Choueiri Stadium                    | Ghassan Sarkis    | 5.000    |

## Stagione regolare
|  | Pos. | Squadra          | G  | V  | P  | PF   | PS   | Dif  | PT |
|  | ---- | ---------------- | -- | -- | -- | ---- | ---- | ---- | -- |
|  | 1.   | Beirut Club      | 20 | 18 | 2  | 1938 | 1363 | +575 | 36 |
|  | 2.   | Al-Riyadi Beirut | 20 | 17 | 3  | 1741 | 1299 | +442 | 34 |
|  | 3.   | Dynamo Club      | 20 | 16 | 4  | 1748 | 1478 | +270 | 32 |
|  | 4.   | Sagesse Beirut   | 20 | 15 | 5  | 1561 | 1328 | +233 | 30 |
|  | 5.   | Champville SC    | 20 | 11 | 9  | 1543 | 1478 | +65  | 22 |
|  | 6.   | Antranik Y.A.    | 20 | 11 | 9  | 1640 | 1669 | -29  | 22 |
|  | 7.   | Hoops Club       | 20 | 9  | 11 | 1430 | 1435 | -5   | 18 |
|  | 8.   | Atlas Ferzol     | 20 | 4  | 16 | 1367 | 1737 | -370 | 8  |
|  | 9.   | Homenetmen       | 20 | 4  | 16 | 1406 | 1777 | -371 | 8  |
|  | 10.  | Byblos Club      | 20 | 3  | 17 | 1410 | 1789 | -379 | 6  |
|  | 11.  | Anibal Zahle     | 20 | 2  | 18 | 1323 | 1754 | -431 | 4  |

Legenda:
      Ammesse ai playoff scudetto.

## Play-Off
Le prime quattro classificate della stagione regolare hanno avuto accesso alle Final Four per l'assegnazione del titolo nazionale. Le semifinale si sono giocate al meglio delle cinque partite, mentre la serie delle finali si è giocata al meglio delle sette partite.
|  | Semifinali | Semifinali       | Semifinali | Semifinali | Semifinali | Semifinali | Semifinali |  |  | Finale           | Finale           | Finale | Finale | Finale | Finale | Finale | Finale | Finale |  |
|  |            |                  |            |            |            |            |            |  |  |                  |                  |        |        |        |        |        |        |        |  |
|  | 1          | Beirut Club      | 83         | 92         | 91         | -          | -          |  |  |                  |                  |        |        |        |        |        |        |        |  |
|  | 4          | Sagesse Beirut   | 57         | 66         | 88         | -          | -          |  |  | Beirut Club      | Beirut Club      | 69     | 0      | 71     | 89     | 65     | 78     | 79     |  |
|  | 2          | Al-Riyadi Beirut | 75         | 88         | 59         | 73         | -          |  |  | Al-Riyadi Beirut | Al-Riyadi Beirut | 71     | 20     | 51     | 74     | 68     | 68     | 62     |  |
|  | 3          | Dynamo Club      | 64         | 73         | 74         | 64         | -          |  |  |                  |                  |        |        |        |        |        |        |        |  |

| Lebanese Basketball League 2021-2022 |
| ------------------------------------ |
| Beirut Club 1º titolo                |

## Leader statistiche individuali
| Categoria                | Giocatore       | Squadra          | Statistica |
| ------------------------ | --------------- | ---------------- | ---------- |
| Punti per partita        | Bassel Harfouch | Atlas Ferzol     | 21.7       |
| Rimbalzi per partita     | Elios Saad      | Homenetmen       | 11.2       |
| Assist per partita       | Ali Mezher      | Sagesse Beirut   | 10.2       |
| Palle rubate per partita | Ali Mansour     | Al-Riyadi Beirut | 2.8        |
| Stoppate per partita     | Jad Bitar       | Sagesse Beirut   | 2.0        |

## Premi stagionali
| Premio                      | Giocatore         | Squadra          | Fonte |
| --------------------------- | ----------------- | ---------------- | ----- |
| MVP                         | Hayk Gyokchyan    | Beirut Club      | [ 4 ] |
| MVP delle finali            | Wael Arakji       | Beirut Club      | [ 4 ] |
| Guardia dell'Anno           | Amir Saoud        | Al-Riyadi Beirut | [ 4 ] |
| Ala dell'Anno               | Hayk Gyokchyan    | Beirut Club      | [ 4 ] |
| Centro dell'Anno            | Ali Haidar        | Dynamo Club      | [ 4 ] |
| Giocatore più migliorato    | Gerard Hadidian   | Beirut Club      | [ 4 ] |
| Miglior giocatore straniero | Elmedin Kikanović | Al-Riyadi Beirut | [ 4 ] |
| Nuovo arrivato dell'anno    | Rudy Moussa       | Sagesse Beirut   | [ 4 ] |
| Miglior allenatore          | Ahmad Farran      | Beirut Club      | [ 4 ] |

| Primo quintetto stagionale | Primo quintetto stagionale |
| -------------------------- | -------------------------- |
| Wael Arakji                | Beirut Club                |
| Amir Saoud                 | Al-Riyadi Beirut           |
| Sergio El Darwich          | Beirut Club                |
| Hayk Gyokchyan             | Beirut Club                |
| Ali Haidar                 | Dynamo Club                |

| Secondo quintetto stagionale | Secondo quintetto stagionale |
| ---------------------------- | ---------------------------- |
| Ali Mezher                   | Sagesse Beirut               |
| Elie Chamoun                 | Beirut Club                  |
| Karim Zeinoun                | Al-Riyadi Beirut             |
| Gerard Hadidian              | Beirut Club                  |
| Elmedin Kikanović            | Al-Riyadi Beirut             |

| Terzo quintetto stagionale | Terzo quintetto stagionale |
| -------------------------- | -------------------------- |
| Ali Mansour                | Al-Riyadi Beirut           |
| Jad Khalil                 | Dynamo Club                |
| Aziz Abdel Massih          | Sagesse Beirut             |
| Jad Bitar                  | Sagesse Beirut             |
| Salah Mejri                | Beirut Club                |